# Filips Willem van Brandenburg-Schwedt
Filips Willem van Brandenburg-Schwedt (Koningsbergen, 19 mei 1669 - Schwedt, 19 december 1711) was van 1689 tot aan zijn dood markgraaf van Brandenburg-Schwedt. Hij behoorde tot het huis Hohenzollern.

## Levensloop
Filips Willem was de oudste zoon van keurvorst Frederik Willem I van Brandenburg uit diens tweede huwelijk met Dorothea, dochter van hertog Filips van Sleeswijk-Holstein-Sonderburg-Glücksburg. Zijn moeder streefde naar financiële zekerheid voor haar zonen. Kort na de geboorte van Filips Willem verwierf ze de heerlijkheid Schwedt, later gevolgd door de heerlijkheid Wildenbruch. Ze investeerde massaal in de gebieden en na de dood van Dorothea in 1689 erfde Filips Willem beide heerlijkheden. Op 3 maart 1692 sloot hij eveneens een overeenkomst met zijn halfbroer, keurvorst Frederik III van Brandenburg, waarbij hem en zijn nakomelingen een jaarlijkse apanage van 24.000 rijksdaalders werden gegarandeerd. Omdat hij daarnaast militaire functies uitoefende en ook nog profiteerde van de inkomsten van zijn landerijen, verdiende hij ongeveer 66.000 rijksdaalders per jaar, wat hem in staat stelde om een zelfstandige en uitgebreide hofhouding uit te bouwen.
Nadat zijn halfbroer Frederik III in 1701 onder de naam Frederik I koning van Pruisen werd, droeg hij de titel prins van Pruisen en markgraaf van Brandenburg met het predicaat koninklijke hoogheid. De naam Brandenburg-Schwedt kwam pas in zwang in de 19e eeuw, ter onderscheiding van de hoofdlinie. Filips Willem zelf was namelijk de stamvader van een nevenlinie van het huis Hohenzollern. Op 25 januari 1699 huwde hij met Johanna Charlotte van Anhalt-Dessau (1682-1750), een dochter van vorst Johan George II van Anhalt-Dessau en Henriëtte Catharina van Nassau, op haar beurt een dochter van stadhouder Frederik Hendrik van Oranje. Na de dood van Filips Willem werd zij vorstin-abdis van het Sticht Herford.
Filips Willem nam als veldheer deel aan verschillende veldtochten tegen Frankrijk en in 1697 kwam hij als generaal-veldtochtmeester aan het hoofd van de artillerie. Ook vertrouwde zijn halfbroer Frederik I van Pruisen hem de leiding over meerdere regimenten toe. Bovendien was hij van 1692 tot aan zijn dood stadhouder in Maagdenburg en werd hij aan de Universiteit van Halle verheven tot rector magnificentissimus.
Ook had Filips Willem een stadswoning in Berlijn, het Weilersche Palais, het latere Altes Palais van keizer Willem I van Duitsland. Na zijn dood in december 1711 werd hij bijgezet in de Dom van Berlijn, waar ook vele andere leden van het huis Hohenzollern werden begraven. De voogdij over zijn minderjarige zonen werd overgenomen door koning Frederik I van Pruisen en vervolgens door diens zoon Frederik Willem I. In 1820 stierf de nevenlinie Brandenburg-Schwedt uit, na het overlijden van zijn kleindochter Anna Elisabeth Louise.

## Nakomelingen
Filips Willem en zijn echtgenote Johanna Charlotte kregen zes kinderen:
- Frederik Willem (1700-1771), markgraaf van Brandenburg-Schwedt
- Frederika Dorothea Henriëtte (1700-1701)
- Henriëtte Maria (1702-1782), huwde in 1716 met erfprins Frederik Lodewijk van Württemberg
- George Willem (1704)
- Frederik Hendrik (1709-1788), markgraaf van Brandenburg-Schwedt
- Charlotte (1710-1712)

Ook had hij een buitenechtelijke dochter Philippina, die huwde met Friedrich Gabriel von Kühlen, de zoon van generaal-majoor Johann Gabriel Michael von Kühlen.